# SEHA-liga
A Délkeleti Kézilabda Szövetségi Liga (angolul: South East Handball Association League) egy 2011-ben alapított regionális kézilabda bajnokság. Névszponzora a Gazprom, rövidítve: SEHA-liga. Székhelye Zágráb.

## Története
2011-ben indították útjára a SEHA-liga első kiírását. Az első évben még 14 csapat részvételével, azonban számuk a következő években csökkent, jelenleg 10 csapat részvételével rendezik meg, hét ország képviseletében. Az alapszakasz küzdelmeiben 10 csapat vesz részt, míg a négyesdöntőben(Final Four) az alapszakasz első négy helyezettje játszik a trófeáért. A négyesdöntő helyszínét az alapszakasz zárultával a legjobb négy csapat otthona közül választják.
A liga történetének legsikeresebb csapata az RK Vardar Szkopje öt győzelemmel, az MVM Veszprém KC első magyar csapatként 2014-ben csatlakozott a sorozathoz, és mindjárt meg is nyerte az az évi kiírást.
2014 és 2017 között három szezonban vett részt a veszprémi csapat, amely során rendezett egy Final Fourt illetve két bajnoki címet és egy ezüstérmet szerzett, majd 2017 júliusában bejelentették, hogy a következő szezonra már nem neveznek.
A rendező szövetség döntésének értelmében a sorozatot a 2019–2020-as szezontól 12 résztvevősre bővítették és engedélyezték Kínából a Pekingi Sportegyetem csapatának az indulást. Ebben a szezonban újra lett magyar résztvevője a sorozatnak, a Telekom Veszprém KC két év kihagyás után tért vissza. Előzetesen a Grundfos Tatabánya KC is jelezte indulási szándékát, azonban a versenykiírás véglegessé válása után visszaléptek. Végül csatlakozott a sorozathoz az orosz Szpartak Moszkva és a szerb Metaloplasztika Sabac.
2022 februárjában Oroszország Ukrajna elleni inváziója miatt a 2022–2023-as szezon végküzdelmeiben már csak az orosz és fehérorosz csapatok tudtak részt venni. A nyugati csapatok eredményeit törölték, a Szentpéterváron rendezett Final Fourt a Meskov Breszt nyerte.  A következő években is csak keleti csapatok vettek részt a bajnokságban.

## Győztesek
| Év                | Helyszín      |                     | Döntő       | Döntő                 | Döntő                 |             | Bronzmérkőzés       | Bronzmérkőzés | Bronzmérkőzés |
| Év                | Helyszín      | Bajnok              | Végeredmény | Ezüstérmes            | Bronzérmes            | Végeredmény | Negyedik helyezett  |               |               |
| 2011–12 Részletek | Zágráb        | Vardar Szkopje      | 21–18       | Metalurg Szkopje      | RK Zagreb             | 31–29       | Tatran Prešov       |               |               |
| 2012–13 Részletek | Szkopje       | RK Zagreb           | 25–24 h.u   | Vardar Szkopje        | Metalurg Szkopje      | 26–21       | Meskov Breszt       |               |               |
| 2013–14 Részletek | Újvidék       | Vardar Szkopje      | 29–27       | Meskov Breszt         | RK Zagreb             | 36–28       | Tatran Prešov       |               |               |
| 2014–15 Részletek | Veszprém      | MKB Veszprém        | 32–21       | Meskov Breszt         | RK Zagreb             | 26–23       | Vardar Szkopje      |               |               |
| 2015–16 Részletek | Varasd        | MKB Veszprém        | 28–26       | Vardar Szkopje        | PPD Zagreb            | 24−23       | Meskov Breszt       |               |               |
| 2016–17 Részletek | Breszt        | Vardar Szkopje      | 26–21       | MKB Veszprém          | Meskov Breszt         | 23−19       | PPD Zagreb          |               |               |
| 2017–18 Részletek | Szkopje       | Vardar Szkopje      | 26–24       | PPD Zagreb            | Celje                 | 31–28       | Meskov Breszt       |               |               |
| 2018–19 Részletek | Breszt        | Vardar Szkopje      | 26–23       | PPD Zagreb            | Meskov Breszt         | 24–19       | Nexe Našice         |               |               |
| 2019–20 Részletek | Zára          | Telekom Veszprém KC | 35–27       | Vardar Szkopje        | Meskov Breszt         | 29–24       | PPD Zagreb          |               |               |
| 2020–21 Részletek | Zára          | Telekom Veszprém KC | 31–29 bü.   | PPD Zagreb            | Motor Zaporizzsja     | 31–20       | Meskov Breszt       |               |               |
| 2021–22 Részletek | Zára          | Telekom Veszprém KC | 32–30       | PPD Zagreb            | RK Eurofarm Pelister  | 27–23       | RK Nexe Našice      |               |               |
| 2022–23 Részletek | Szentpétervár | Meskov Breszt       | 32–31       | SzKA Minszk           | Csehovszkije Medvegyi | 40–30       | Permszkije Medvegyi |               |               |
| 2023–24 Részletek | Breszt        | Meskov Breszt       | 32–30       | Csehovszkije Medvegyi | SzKA Minszk           | 37–30       | Viktor              |               |               |

## A négyes döntők házigazdái
| Év      | Helyszín      | Sportcsarnok                      | Dátum                  | Nézőszám összesen | Nézőszám a döntőben |
| ------- | ------------- | --------------------------------- | ---------------------- | ----------------- | ------------------- |
| 2011–12 | Zágráb        | Aréna Zágráb                      | 2012. április 14–15.   | 5 500             | 1 500               |
| 2012–13 | Szkopje       | Boris Trajkovski Sportcentrum     | 2013. április 12–13.   | 13 450            | 5 500               |
| 2013–14 | Újvidék       | SPC Vojvodina                     | 2014. április 11–13.   | 15 710            | 5 160               |
| 2014–15 | Veszprém      | Veszprém Aréna                    | 2015. március 25–29.   | 16 100            | 5 000               |
| 2015–16 | Varasd        | Varasd Aréna                      | 2016. április 1–3.     | 20 611            | 5 486               |
| 2016–17 | Breszt        | Universal Sports Complex Victoria | 2017. április 7–9      | 12 150            | 2 750               |
| 2017–18 | Szkopje       | Jane Szandanszki Aréna            | 2018. április 13–15.   | 16 650            | 6 000               |
| 2018–19 | Breszt        | Universal Sports Complex Victoria | 2019. április 2–3.     | 11 135            | 3 210               |
| 2019–20 | Zára          | Krešimir Ćosić Hall               | 2020. szeptepmber 4–6. | 2 000             | 500                 |
| 2020–21 | Zára          | Krešimir Ćosić Hall               | 2021. szeptepmber 3–5. |                   |                     |
| 2021–22 | Zára          | Krešimir Ćosić Hall               | 2022. szeptepmber 2–4. | 6 060             | 2 216               |
| 2022–23 | Szentpétervár | Szibur Arena                      | 2023. június 6–8.      | 5 300             | 2 000               |

## Rekordok és statisztikák

### Klubcsapatonként
A 2023–23-as szezont követően.
| Klub             | Győzelem | Döntő | Győztes év                   | Döntős év              |
| ---------------- | -------- | ----- | ---------------------------- | ---------------------- |
| Vardar Szkopje   | 5        | 3     | 2012, 2014, 2017, 2018, 2019 | 2013, 2016, 2020       |
| MKB Veszprém     | 5        | 1     | 2015, 2016, 2020, 2021, 2022 | 2017                   |
| RK Zagreb        | 1        | 4     | 2013                         | 2018, 2019, 2021, 2022 |
| Meskov Breszt    | 1        | 2     | 2023                         | 2014, 2015             |
| Metalurg Szkopje | 0        | 1     |                              | 2012                   |
| SzKA Minszk      | 0        | 1     |                              | 2023                   |

### Országonként
A 2022–23-as szezont követően.
| Klub / Ország    | Győzelem | Ezüstérem | Döntő |
| ---------------- | -------- | --------- | ----- |
| Észak-Macedónia  | 5        | 4         | 9     |
| Magyarország     | 5        | 1         | 6     |
| Horvátország     | 1        | 4         | 5     |
| Fehéroroszország | 1        | 3         | 4     |

## Fordítás
- Ez a szócikk részben vagy egészben  a   SEHA-liga című angol Wikipédia-szócikk fordításán alapul.  Az eredeti cikk szerkesztőit annak laptörténete sorolja fel. Ez a jelzés csupán a megfogalmazás eredetét és a szerzői jogokat jelzi, nem szolgál a cikkben szereplő információk forrásmegjelöléseként.